# Daria Bilodid
Daria Hennadiivna Bilodid (în ucraineană Дар'я Геннадіївна Білодід; n. 10 octombrie 2000, Kiev, Ucraina) este o judocană ucraineană. A fost de două ori campioană europeană și de două ori campioană mondială la categoria de greutate de până la 48 de kilograme.

## Biografie
Bilodid s-a născut ca fiica lui Hennady Bilodid, judecător ucrainean, și a jucătoarei de judo ruse Svetlana Kuznețova. 
De când a devenit campioană mondială la vârsta de 17 ani, este cea mai tânără campioană mondială de judo din toate timpurile. 
În 2021, ea a câștigat una dintre medaliile de bronz la proba feminină de 48 kg la Jocurile Olimpice de Vară din 2020 în Tokyo, Japonia. 